# Jelling-Stil
Der Jelling-Stil (auch: Älterer Jelling-Stil) ist ein wikingerzeitlicher Kunststil in Skandinavien. Sein Verbreitungszeitraum reicht vom Anfang des 10. Jahrhunderts bis etwa 975. Benannt ist er nach seinem Leitfund aus dem Königsgrab von Jelling in Dänemark. Er tritt an hölzernen, metallenen und steinernen Gebrauchsgegenständen, Schmuckstücken und Runenkreuzen aus dieser Zeit auf.

## Entstehung

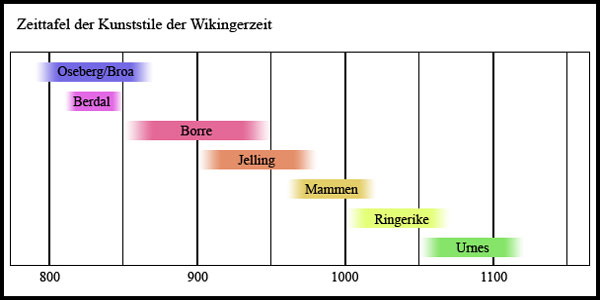
Zeittafel der Kunststile der Wikingerzeit

Durch den im Verlauf der Wikingerzeit intensivierten Kontakt der Skandinavier mit der angelsächsischen Welt gelangte auch das Wissen um die Motive von Buchmalern, Steinmetzen und Feinschmieden der Britischen Inseln vermehrt nach Skandinavien. Schmale, langgestreckte Tierfiguren, wie sie auf angelsächsischen Kunsterzeugnissen verwendet wurden, fanden nun Eingang in die wikingerzeitliche Kunst. Die schmalen Tierfiguren lösten das in den bisherigen wikingerzeitlichen Kunststilen vorherrschende Greiftier als wichtigstes Motiv ab.

## Charakterisierung

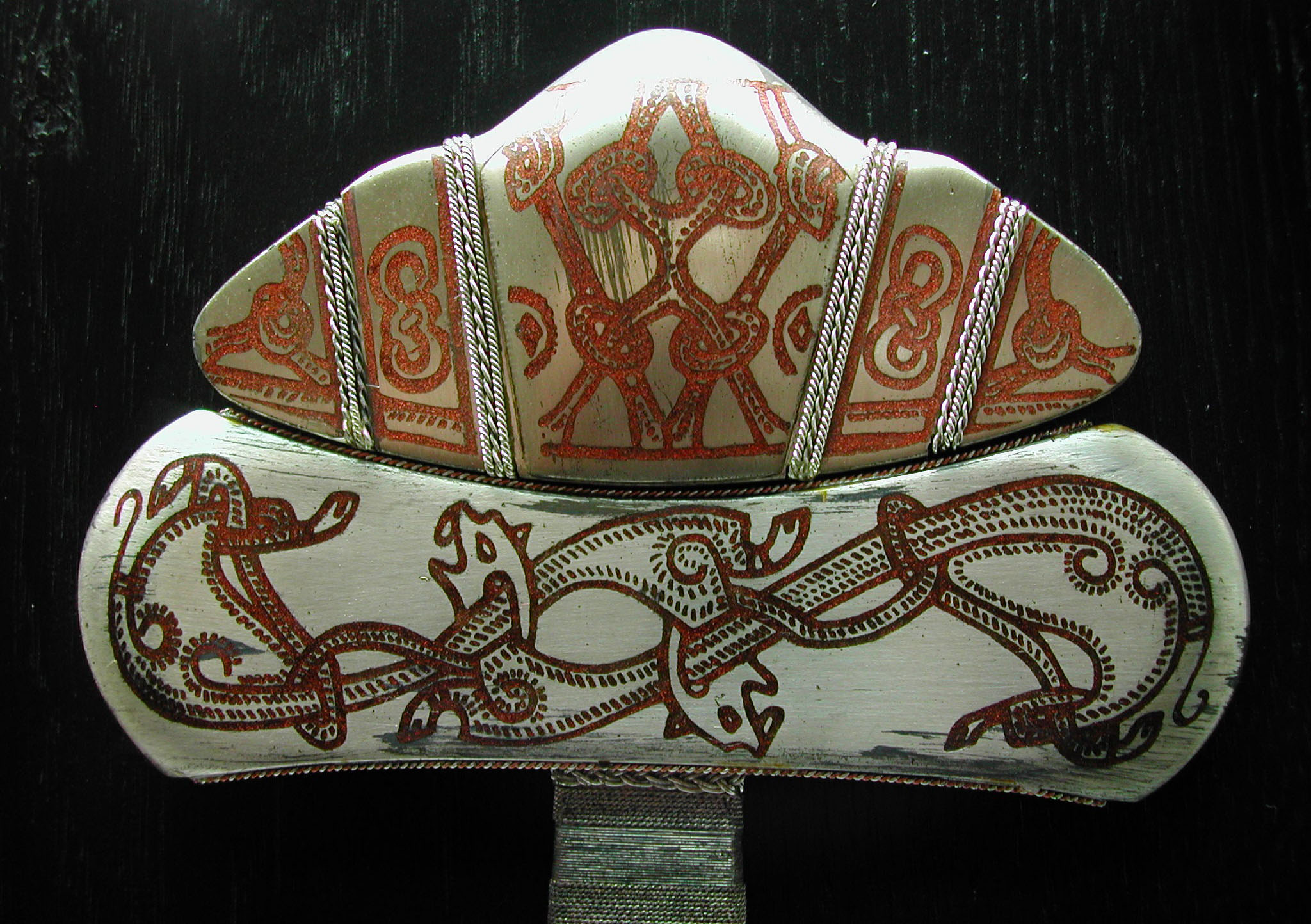
Knaufkrone und Knaufstange eines Schwertes (Nachbildung). Die ineinander verschlungenen Tiere der Knaufstange sind ein gutes Beispiel für den Jelling-Stil. Fundort Busdorf bei Haithabu, Schleswig-Holstein, Deutschland.

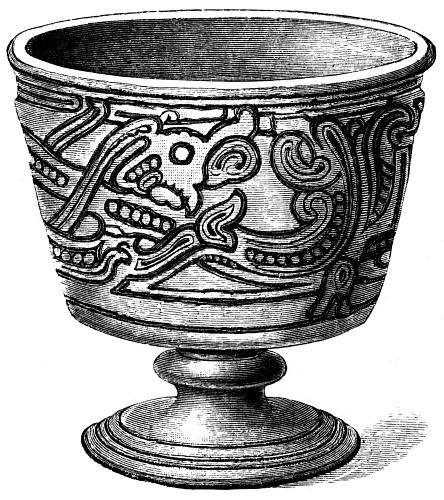
Becher aus dem mutmaßlichen Grab des dänischen Königs Gorm. Höhe 4,3 cm, abgelegt 958/959, Fundort Jelling, Jütland, Dänemark.

Die Kunststile der Wikingerzeit sind Ornamentstile und setzen sich aus drei Motivbereichen zusammen:
- Figuren, also Menschen und Tierdarstellungen
- Pflanzendarstellungen (Ranken, Blätter)
- geometrische Figuren (Kreise, Dreiecke, Triskelen, Spiralen).

Der Jelling-Stil konzentriert sich dabei vor allem auf Tierfiguren, die besonders schmal und langgestreckt dargestellt werden. Die bandförmigen, gleich breiten Figuren winden sich meist S-förmig und sind immer im Profil dargestellt. Während die Windungen im östlichen skandinavischen Raum mehr zusammengerollt erscheinen, sind sie im westlichen Verbreitungsraum eher gestreckter. Der Körper der Tiere ist mit einer Art Leitermuster oder perlartig verziert. Gegenüber den gedrungenen Figurendarstellungen der vorhergehenden Stile (Oseberg-Stil, Borre-Stil) stellen diese Figuren eine Neuheit dar. Ein weiteres Kennzeichen des Jelling-Sils sind die Schenkelspiralen: Die Ansätze der Tierbeine sind vom Schenkel ausgehend spiralförmig eingerollt. Charakteristisch sind ebenso Nackenschöpfe: Vom Nacken des Tieres gehen mehr oder weniger lange und gewundene Zöpfe ab. Außerdem wird der Kopf der Tiere mit offenem Maul und einer für den Jelling-Stil typischen Wulst an der Oberlippe dargestellt. Verschiedentlich wird diese Wulst auch als Nasenloch interpretiert. Die dünneren rankenartigen Verzierungen wie Nackenschopf oder kleinere Nebenfiguren sind auf ihrer gesamten Länge mit einem Mittelband versehen. Besonders beliebt war der Jelling-Stil in Großbritannien und auf der Insel Man, wo mehrere Runenkreuze in diesem Stil gestaltet sind.

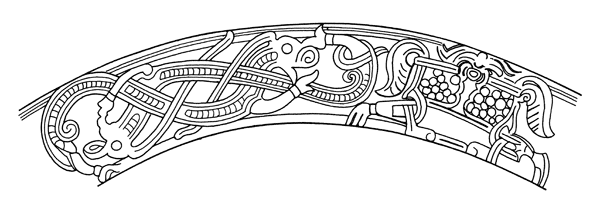
Silberbecher von Jelling. Abwicklung der Verzierung.
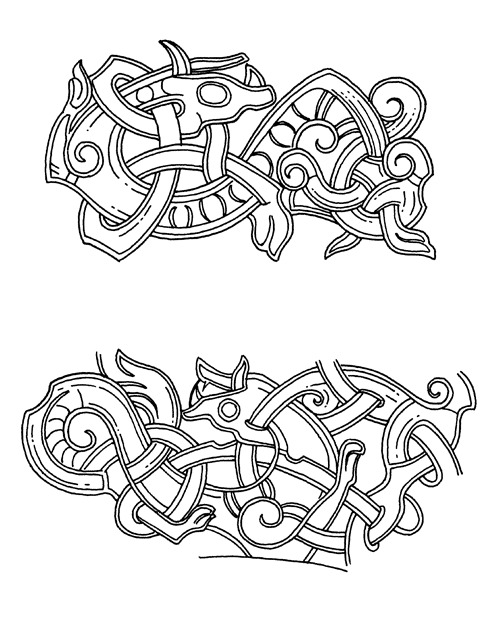
Bandförmige Tiere des Jelling-Stils. Die drei asymmetrisch verteilten Kringel des Nackenschopfes des oberen Tieres erinnern an die Form des linken Flügels des Mammen-Vogels. Silberne Spange, Fundort Skaill, Orkneys, Großbritannien.
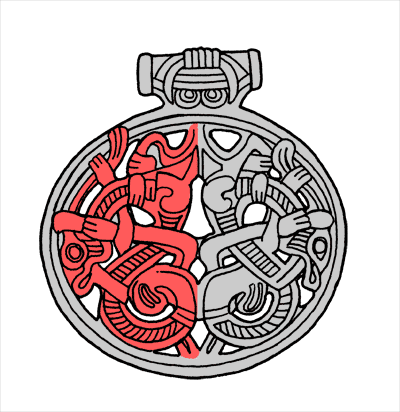
Tierpaar auf einem Anhänger im Jelling-Stil mit dessen typischen Merkmalen. Die greifenden Klauen hingegen deuten auf Vorbilder aus der Reihe der älteren Greiftierstile. Vergoldetes Silber. Fundort Vårby, Södermanland, Schweden.

## Beispielfunde
- Dänemark
  - Silberbecher aus dem Königsgrab in Jelling, Danmarks Nationalmuseum, Kopenhagen
  - Kummetbeschläge von Mammen, vergoldete Kupferlegierung mit niellierten Silberblecheinlagen, Jütland, Danmarks Nationalmuseum, Kopenhagen
  - Pferdejoch von Søllested, Lolland,
- Norwegen
  - Ovalfibel aus Bronze von Morberg, Buskerud, Universitetets Oldsaksamling, Oslo
  - Rundfibel, Tråen, Buskerud,
- Schweden
  - Silberne Fibel von Ödeshög, Östergötland,
  - Zungenförmige Brosche aus Bronze, Birka, Uppland,
  - Anhänger aus dem Vårby-Schatz, vergoldetes Silber, Vårby, Södermanland, Statens Historisk Museum, Stockholm
- Sonstige Länder
  - Bronzener Anhänger aus dem Schatz von Gnesdowo, Smolensk, Russland, Gosudarstvennyj Ermitaž, St. Petersburg
  - Schwertortband, Kupferlegierung, Coppergate, York, Großbritannien, The Yorkshire Museum
  - Schwertortband aus Bronze, Astala, Satakunta, Finnland, Finlands Nationalmuseum